# The Week (India)
The Week is een Indiaas nieuwstijdschrift dat in 1982 werd opgericht en wordt uitgegeven door The Malayala Manorama Co. Pvt. Ltd. Het tijdschrift wordt uitgegeven vanuit Kochi en wordt momenteel gedrukt in Delhi, Mumbai, Bangalore en Kottayam. Volgens het Audit Bureau of Circulations is The Week het meest verspreide Engelstalige nieuwsmagazine in India.
Het tijdschrift behandelt politiek, entertainment, sociale kwesties, trends, technologie en lifestyle, en bestaat ook als nieuwswebsite. 